# Martín Conde
Martín Alejo Conde (Mar del Plata, 25 augustus 1971) is een voormalig Argentijns beachvolleyballer. Met Mariano Baracetti werd hij in 2001 wereldkampioen en won hij het jaar daarop het eindklassement van de FIVB World Tour. Conde nam daarnaast deel aan vier opeenvolgende Olympische Spelen.

## Carrière

### 1991 tot en met 2000
Conde debuteerde in 1991 in de FIVB World Tour en speelde dat jaar twee wedstrijden met Horacio Taccone. Van 1993 tot en met 2000 vormde hij vervolgens een duo met Eduardo Esteban Martínez. Het tweetal behaalde in 1995 in Berlijn de vijfde plaats en eindigde later dat jaar voor de eerste keer op het podium; in zowel Lignano als Kaapstad werd het duo tweede. Het seizoen daarop namen ze aan dertien wedstrijden in de World Tour deel. Ze boekten een overwinning in Alanya en behaalden een tweede plaats (João Pessoa) en vier derde plaatsen (Marbella, Hermosa Beach, Marseille en Espinho). Daarnaast namen ze in 1996 deel aan de eerste editie van het beachvolleybal op de Olympische Spelen in Atlanta. Conde en Martínez verloren in de tweede ronde van de Cubanen Francisco Álvarez Cutiño en Juan Miguel Rosell Milanés en werden in de tweede herkansingsronde definitief uitgeschakeld door het Portugese duo João Brenha en Miguel Maia. In 1997 speelde het tweetal elf toernooien met een overwinning in Lignano als beste resultaat; verder eindigde het duo in Oostende en Tenerife (tweede) en in Fortaleza (derde) op het podium. Bij de eerste officiële wereldkampioenschappen beachvolleybal in Los Angeles waren de Brazilianen Roberto Lopes da Costa en Franco José Vieira Neto in de eerste ronde te sterk, waardoor Conde en Martínez als zeventiende eindigden.
In 1998 deed het tweetal mee aan twaalf reguliere toernooien in de World Tour. Ze werden eerste in Toronto en tweede in Moskou. Bovendien won het duo de bronzen medaille bij de Goodwill Games in New York ten koste van de Australiërs Julien Prosser en Lee Zahner. Het daaropvolgende jaar vingen Conde en Martínez aan met een tweede plaats in Mar del Plata, waarna vijf toernooien volgden voordat ze in Lignano (derde) opnieuw het podium haalden. Vervolgens verloor het tweetal bij de WK in Marseille in de eerste ronde van de Oostenrijkers Nik Berger en Oliver Stamm en in de tweede herkansingsronde van het Franse duo Jean-Philippe Jodard en Christian Penigaud, waardoor het tweetal als zeventiende eindigde. Het resterende seizoen namen ze deel aan vijf toernooien met een vierde plaats in Espinho als beste resultaat. Conde en Martínez speelden in 2000 elf reguliere FIVB-toernooien met een vierde plaats in Stavanger en een vijfde plaats in Macau als beste resultaat. Bij de Olympische Spelen in Sydney bereikte het duo de achtste finale waar Brenha en Maia opnieuw te sterk waren.

### 2001 tot en met 2012
Na afloop van de Spelen wisselde Conde van partner naar Mariano Baracetti met wie hij in 2000 nog een wedstrijd in Vitória speelde. Het jaar daarop nam het duo deel aan elf reguliere wedstrijden in de World Tour en behaalde het enkel toptienplaatsen. In Lignano en Marseille werd gewonnen en in Mallorca en Tenerife eindigden ze respectievelijk als tweede en derde. Daarnaast werden Conde en Baracetti in Klagenfurt wereldkampioen door het Braziliaanse duo Ricardo Santos en José Loiola in de finale te verslaan. Bij de Goodwill Games in Brisbane waren Ricardo en Loiola in de finale wel te sterk en moesten Conde en Baracetti genoegen nemen met de zilveren medaille. In 2002 begonnen ze het jaar met een tweede plaats in Berlijn en een zege in Gstaad. Na een zeventiende plaats in Stavanger volgden drie opeenvolgende vierde plaatsen (Montreal, Marseille en Espinho). In Klagenfurt eindigde het duo als negende en in Cádiz opnieuw als vierde. Nadat ze in Mallorca en Fortaleza respectievelijk als vijfde en negende geëindigd waren, sloten ze het seizoen af als eindwinnaars van de FIVB World Tour.
In aanloop naar de WK in Rio de Janeiro speelden Conde en Baracetti acht toernooien in de World Tour. Ze werden tweemaal tweede (Berlijn en Stavanger) en eenmaal derde (Mallorca). Bij de WK bereikten ze de zestiende finale waar ze werden uitgeschakeld door de Amerikanen Eric Fonoimoana en Kevin Wong. In 2004 deed het tweetal mee aan dertien reguliere FIVB-toernooien met onder meer een tweede plaats (Carolina) en drie derde plaatsen (Salvador, Berlijn en Marseille) als resultaat. In Athene gingen Conde en Baracetti als groepswinnaar door naar de achtste finale; daar verloren ze van het Canadese duo John Child en Mark Heese waardoor ze als negende eindigden. Het daaropvolgende seizoen speelde Conde tien wedstrijden met José Salema, waaronder de WK in Berlijn. Het tweetal verloor in de vierde ronde van het Cubaanse duo Francisco Álvarez Cutiño en Oney Ramirez Bernal, waarna het in de zesde herkansingsronde tegen de latere wereldkampioenen Márcio Araújo en Fábio Luiz Magalhães moest opgeven door een blessure.
Eind 2005 vormden Conde en Baracetti opnieuw een duo en ze namen dat jaar nog deel aan drie toernooien in de World Tour. Het seizoen daarop eindigden ze bij respectievelijk twee en vier van de elf toernooien als vierde en vijfde. In 2007 speelde het tweetal vijftien wedstrijden met twee tweede plaatsen (Marseille en Stare Jabłonki) als beste resultaat. Bij de WK in Gstaad werd het duo in de achtste finale uitgeschakeld door de Chinezen Xu Linyin en Wu Penggen. Het daaropvolgende jaar kwamen Conde en Baracetti uit op twee toernooien in de World Tour. Daarnaast speelden ze bij de Olympische Spelen in Peking hun laatste toernooi samen; het duo werd in de groepsfase uitgeschakeld. De Spelen waren in eerste instantie eveneens het laatste internationale optreden van Conde, totdat hij in 2012 met Julian Azaad nog aan een toernooi in Brasilia meedeed.

## Palmares
Kampioenschappen
- 1998:  Goodwill Games
- 2000: 9e OS
- 2001:  WK
- 2001:  Goodwill Games
- 2004: 9e OS
- 2005: 7e WK
- 2007: 9e WK

FIVB World Tour
- 1995:  Lignano Open
- 1995:  Kaapstad Open
- 1996:  World Series Marbella
- 1996:  World Series João Pessoa
- 1996:  World Series Alanya
- 1996:  World Series Hermosa
- 1996:  World Series Marseille
- 1996:  Grand Slam Espinho
- 1997:  Lignano Open
- 1997:  Oostende Open
- 1997:  Tenerife Open
- 1997:  Fortaleza Open

- 1998:  Toronto Open
- 1998:  Moskou Open
- 1999:  Mar del Plata Open
- 1999:  Lignano Open
- 2001:  Tenerife Open
- 2001:  Lignano Open
- 2001:  Grand Slam Marseille
- 2001:  Mallorca Open
- 2002:  Berlijn Open
- 2002:  Gstaad Open
- 2002:  FIVB World Tour
- 2003:  Grand Slam Berlijn
- 2003:  Stavanger Open
- 2003:  Mallorca Open
- 2004:  Salvador Open
- 2004:  Carolina Open
- 2004:  Grand Slam Berlijn
- 2004:  Grand Slam Marseille
- 2007:  Marseille Open
- 2007:  Stare Jabłonki Open